# Неріда Грегорі
Неріда Грегорі (англ. Nerida Gregory; нар. 13 травня 1956) — колишня австралійська тенісистка.
Найвищим досягненням на турнірах Великого шолома було 3 коло в одиночному та парному розрядах.

## Фінали Туру WTA

### Одиночний розряд (0–1)
| Результат | Дата         | Турнір             | Рівень            | Покриття | Суперниця          | Рахунок  |
| --------- | ------------ | ------------------ | ----------------- | -------- | ------------------ | -------- |
| Поразка   | Жовтень 1980 | Japan Open, Японія | $50,000 (Colgate) | Тверде   | Маріана Сіміонеску | 4–6, 4–6 |

### Парний розряд (0–2)
| Результат | Ранг | Дата         | Турнір             | Рівень            | Покриття | Партнерка       | Суперниці                     | Рахунок  |
| --------- | ---- | ------------ | ------------------ | ----------------- | -------- | --------------- | ----------------------------- | -------- |
| Поразка   | 1.   | Жовтень 1980 | Нагоя, Японія      | $50,000 (Colgate) | Тверде   | Маріе Пінтерова | Ліндсі Морс Джин Неченд       | 3–6, 1–6 |
| Поразка   | 2.   | Жовтень 1980 | Japan Open, Японія | $50,000 (Colgate) | Тверде   | Маріе Пінтерова | Дана Гілберт Пінат Луї Гарпер | 5–7, 6–7 |